# Les Beaux Jours (film, 1935)
Cet article concerne le film de Marc Allégret. Pour le film de Marion Vernoux, voir Les Beaux Jours.
Pour les articles homonymes, voir Les Beaux Jours.
Pour plus de détails, voir Fiche technique et Distribution.
Les Beaux Jours est un film français réalisé par Marc Allégret, sorti en 1935.

## Synopsis
Après la mort de son père, Sylvie se retrouve à Paris seule et sans argent. Elle rencontre Boris, un étudiant en médecine, qui la prend en charge. Puis elle fait la connaissance de Pierre qui lui plait aussi. Dilemme.
 
Boris tombe malade, Sylvie l'aide à son tour, mais la maladie finit par tuer Boris. Pierre déclare alors son amour à Sylvie et veut l'épouser. Sylvie refuse, en souvenir de Boris, jusqu'à ce que l'amour et la jeunesse l'emportent. Et Sylvie part avec Pierre.

## Fiche technique
- Titre : Les Beaux Jours
- Réalisation : Marc Allégret, assisté d'Yves Allégret
- Scénario : Charles Spaak et Jacques Viot
- Direction artistique : Jean d'Eaubonne et Lazare Meerson
- Photographie : Charlie Bauer et Michel Kelber
- Son : Carl S. Liverman
- Montage : Denise Batcheff
- Musique : Georges Van Parys
- Production : Simon Schiffrin
- Société de production : Flag Films
- Sociétés de distribution : Cinéma de France ; Pathé Consortium Cinéma
- Format : Noir et blanc - 35 mm - 1,37:1 - Son mono
- Pays de production :  France
- Langue originale : français
- Format : Noir et blanc — 35 mm — 1,37:1 — son Mono
- Genre : Comédie dramatique
- Durée : 80 minutes
- Date de sortie : 
  - France : 8 novembre 1935

## Distribution
- Simone Simon : Sylvie
- Jean-Pierre Aumont : Pierre
- Raymond Rouleau : Boris
- Roland Toutain : Charles
- Fernand Charpin : le patron de l'hôtel
- Jean-Louis Barrault : René
- Pierre Larquey : le père de Pierre
- Maurice Baquet : Toto
- Catherine Fonteney : la directrice
- Denise Batcheff
- Jacques Berlioz : le professeur Destouches
- Robert Berri
- Albert Duvaleix
- Claire Gérard
- Marianne Hardy
- Suzy Kneckt
- Lucienne Le Marchand : Tania
- Corinne Luchaire
- Ghislaine Mariange
- Jacqueline Mignac : Angélique
- Pierre-Louis : Julien
- Jacqueline Porel
- Alexandre Rignault
- Madeleine Robinson
- Jean Sinoël : le jardinier
- Thao-Ba : Bâ
- Henri Vilbert : le paysan

## Commentaires sur le film
« M. Marc Allégret a eu l'ambition de nous offrir le film de la jeunesse. Et nous a donné le film de l'enfantillage. Dommage! C'est du cinéma balbutiant. Vous m'en voyez navré car il y a parfois, dans ce film, de ravissantes minutes... Un jeune acteur s'y révèle : M. Maurice Baquet. Mlle Simone Simon s'y gaspille... »

— Henri Jeanson, Le Canard enchaîné, 1935, cité dans Jeanson par Jeanson, La Mémoire du cinéma français, Éditions René Château, 2000

« On retrouve plusieurs acteurs en vogue dans Les Beaux Jours : Raymond Rouleau, Roland Toutain, Jean-Louis Barrault... Sourire charmeur aux lèvres, Jean-Pierre Aumont forme avec Simone Simon, petite sauvageonne apprivoisée au minois de chat sauvage, un des plus beaux couples de l'écran d'avant-guerre »

— Christian Gilles, Les Écrans nostalgiques du cinéma français, vol. 3, L'Harmattan